# Бритни Грајнер
Бритни Ивет Грајнер (енгл. Brittney Yevette Griner; Хјустон, 18. октобар 1990) америчка је кошаркашица. Игра на позицији центра и тренутно наступа за ВНБА тим Финикс меркјури. Играла је на универзитету Бејлор и једина је колеџ кошаркашица која је постигла преко 2.000 поена и имала 500 блокада. Висока је 2,06 метара и има распон руку од 2,2 метра.

## Каријера
Бритни је похађала средњу школу у Хјустону где је поред кошарке једно време играла и одбојку. Од друге године често је тренирала са мушким кошаркашким тимом и радила са фудбалским тренером како би ојачала ноге. Током своје прве сезоне њен видео на јутјубу на коме је закуцала је прегледан више од 2,7 милиона пута, због чега је и дошло до састанка са Шакил О’Нилом. 11. новембра 2008. године направила је 25 блокада, што је највећа бројка икад забележена у женској кошарци у Америци. У сезони 2008-09, направила је 318 блокада што је такође рекорд.

### Колеџ
Бритни је након средње школе наставила да игра кошарку Универзитету Бејлор у Тексасу. Као бруцош, Бритни је направила укупно 223 блокада што је рекорд свих сезона, позиционирајући је као једну од највећих блокера у историји женске кошарке.  Бритни је 16. децембра 2009. године забележила први трипл дабл са 34 поена, 13 скокова и 11 блокада. У јануару 2010. постала је тек седма кошаркашица која је закуцала током кошаркашке утакмице на колеџима, и једина која је на утакмици закуцала два пута у победу 99:18 против Тексас Стејт Универзитета.
3. марта 2010. године, Бритни је после грубог фаула сломила нос противничкој кошаркашици, због чега је зарадила суспензију. Додатну утакмицу суспензије је добила од сопственог тренера. Од своје друге колеџ сезоне она је била стално у првом тиму комплетне лиге. У тој сезони је имала просек од 23 поена, укључујући максималних 40 поена на једној утакмици. У трећој сезони њен статистички учинак је био још бољи са просечних 23,2 поена, 9,4 скокова и 5 блокада по утакмици. 3. априла 2012. Бритни је предводила тим Бејлора до победе над Нотр Дамом од 80:61 и НЦАА титуле, постигавши 26 поена, 13 скокова и 5 блокада. Бејлор је ту сезону завршио без пораза и 40 победа што је историјски рекорд. После освајања шампионата 3. априла 2012. године, Бритни је одлучила да повуче кандидатуру за место у женској кошаркашкој репрезентацији. Месец дана касније, искренула је зглоб након што је скакала са скејтбордом када је ишла низ рампу.

#### Статистика на колеџу
| Година  | Ут-По | MПУ  | ППУ  | Рекорд | ПШ% | ПСк | Рекорд СК | ПБл | Рекорд Бл | ПАс | ПИз | Напомене                              |
| ------- | ----- | ---- | ---- | ------ | --- | --- | --------- | --- | --------- | --- | --- | ------------------------------------- |
| 2009–10 | 35–35 | 33,5 | 18,4 | 34     | 50% | 8,5 | 21        | 6,4 | 14        | 1,0 | 2,8 | Рекорд НЦАА по броју блокада у сезони |
| 2010–11 | 37–37 | 31,8 | 23,0 | 40     | 54% | 7,8 | 15        | 4,6 | 10        | 1,4 | 2,1 |                                       |
| 2011–12 | 40–40 | 32,7 | 23,2 | 45     | 61% | 9,5 | 15        | 5,2 | 9         | 1,6 | 1,7 |                                       |
| 2012–13 | 33–33 | 30,3 | 23,8 | 50     | 60% | 9,0 | 15        | 4,8 | 7         | 2,4 | 1,8 | Укупно 736 блокада што је НЦАА рекорд |

| Година  | Рекорд Бејлора | Достигнуће тима | Достигнуће Бритни |
| ------- | -------------- | --------------- | ----------------- |
| 2009–10 | 27–10          | Финални турнир  | други тим         |
| 2010–11 | 34–3           | елитних осам    | први тим          |
| 2011–12 | 40–0           | Шампиони        | први тим          |
| 2012–13 | 34–2           | Шеснаестина     | први тим          |

### WNBA
Само четири кошаркашице су у историји ВНБА биле вишe од Бритни, попут Марге Дидек (2,18 м), Сју Гех (2,06 м), Хејди Гилингем (2,08 м) и Алиса ДеХан (2,06 м). На драфту 2013. године Финикс меркури је одабрао Бритни Грајнер са прве позиције. И већ у првој сезони изабрана за ол-стар (All star) утакмицу, а са 3 блокаде по утакмици бити главна одбрамбена кошаркашица тима и лиге. 27. маја 2013. године против Чикака, Бритни је изједначила ВНБА рекорд Кендис Паркер, постижући два закуцавања. Постала је тек трећа кошаркашица која је закуцала у овој лиги али прва која је то успела у једној утакмици. И поред избора за ол-стар није могла да игра због повреде десног колена, и заменила је Тина Томпсон.
У сезони 2014, Бритни је имала још бољи статистички учинак са просеком од 15,6 поена, 8,0 скокова и 3,7 блока по утакмици. 29. јуна 2014. поставила ВНБА рекорд са 11 блокова у победи против Тулса, заједно са 21 поеном и 8 скокова. Сезона 2014. је била историјска сезона за Финикс који је са Бритни Грајнер, Дијаном Таурази и Кандис Дупри дошла до титуле, треће у историји Финикса. У финалу су победиле Чикаго са 3:0 у серији. Бритни је у тој серији направила рекорд финала са 8 блокада на утакмици и 5 блокада у току једне четвртине.
У сезони 2015, није одиграла првих седам утакмица због суспензије због случајева породичног насиља. Ипак Бритни је имала најбољу одбрамбену сезону у историји ВНБА лиге. Просечно је постизала 4 блокаде по утакмици. Ипак због одсуства Дијане Таурази више од плеј-офа Феникс није могао. У плеј-офу она је поставила ВНБА рекорд са 11 блокова (заједно са 18 поена и 8 скокова) у победи у 1. рунди плеј-офа.
У сезони 2016. године, уз повратак Дијане Таурази, Финикс је имао бољу сезону. Грајнерова је у просеку постизала 14,5 поена, 6,5 скокова и 3,1 блокада по утакмици, док је тим имао скор од 16-18. Током сезоне Бритни је постигла шести трипл-дабл учинак и то против Атланте са 27 поена, 10 скокова и 10 блокада.
Дана 12. марта 2017. Бритни је са Финиксом потписала нови вишегодишњи уговор. У сезони 2017. Бритни је имала најбољу сезону каријере. 7. јуна 2017. је постигла рекордних 38 поена уз 9 скокова у победи од 98:90 против Индијане. Иако је пропустила 8 утакмица због повреде колена са 21,9 поена по утакмици била је водећи стрелац лиге, као и најбољи блокер пети пут узастопно. У Полуфиналу плеј-офа Финикс је елиминисан од Лос Анђелес спаркса.

### Кина и Европа
Као и већина кошаркашица ВНБА лиге, током паузе Бритни има могућност да потпише врло уносне уговоре у Кини и Европи када се играју њихове лиге. Тако је у сезони 2013/14 играла за кинески Жејанг Голден булсе, где је потписала четворомесечни уговор за 600.000 долара, што је 12 пута више него што је исте сезоне зарадила у Фениксу.
У сезонама између 2014/15 и 2015/16, Бритни је играла у Русији за УММЦ Јекатеринбург са саиграчицом из Феникса Дијаном Таурез. Од августа 2016. Гринер је поново потписала уговор са УММЦ Јекатеринбург, као и 2017. године. То је један од најјачих тимова не само у Русији већ Европи. Поред титула у Русији дошли су и до титуле у евролиги 2016. године.

### Репрезентација
Септембра 2011, бритни је провела две недеље играња за национални тим САД као део своје европске обуке. Она је била једини колеџ играч у групи. Просечно је постизала 12,8 поена и 7,3 скокова у утакмицама у Европи. Иако је била изабрана за Олимпијске игре у Лондону морала је да одустане због школских обавеза и болести у породици. Прво значајно такмичење је било Светско првенство у Турској где је америчка репрезентација освојила златну медаљу.
У 2016. години, Бритни је била део женске кошаркашке репрезентације САД за Олимпијске игре у Рију. Ту је освојила своју прву олимпијску медаљу победом над Шпанијом од 101:72 у финалу.

## Статистика
| † | Сезоне у којима је освојила лигу |
|   | рекорди ВНБА                     |

### ВНБА

#### Регуларна сезона
| Сезона   | Екипа  | ОУ  | СУ  | МПУ  | ПШ%  | 3П%  | СБ%  | СПУ | АПУ | УПУ | БПУ | ППУ  |
| -------- | ------ | --- | --- | ---- | ---- | ---- | ---- | --- | --- | --- | --- | ---- |
| 2013.    | Финикс | 27  | 27  | 25,9 | 55,6 | 00,0 | 72,4 | 6,3 | 1,0 | 0,4 | 3,0 | 14,5 |
| 2014.†   | Финикс | 34  | 34  | 30,7 | 57,8 | 00,0 | 80,2 | 8,0 | 1,6 | 0.6 | 3.7 | 15.6 |
| 2015.    | Финикс | 26  | 26  | 30,7 | 56,5 | 00,0 | 77,3 | 8.1 | 1.3 | 0,3 | 4.0 | 15.1 |
| 2016.    | Финикс | 34  | 34  | 29,2 | 54,8 | 00,0 | 83,1 | 6,5 | 1,0 | 0,3 | 2,0 | 14,5 |
| 2017.    | Финикс | 26  | 26  | 31,5 | 57,7 | 00,0 | 81,2 | 7.6 | 1.9 | 0.6 | 2,4 | 21,9 |
| Каријера |        | 147 | 147 | 29.6 | 56,6 | 00,0 | 79,7 | 7,3 | 1,4 | 0,5 | 2,1 | 15,8 |

#### Плеј-оф
| Сезона   | Екипа  | ОУ | СУ | МПУ  | ПШ%  | 3П%  | СБ%  | СПУ | АПУ | УПУ | БПУ | ППУ  |
| -------- | ------ | -- | -- | ---- | ---- | ---- | ---- | --- | --- | --- | --- | ---- |
| 2013.    | Финикс | 5  | 5  | 26.6 | 53,3 | 00,0 | 55,6 | 6.4 | 0.2 | 0.2 | 0.8 | 10.6 |
| 2014†    | Финикс | 7  | 7  | 31.0 | 62,7 | 00,0 | 92,0 | 6.0 | 1.6 | 0.4 | 3.4 | 16.7 |
| 2015.    | Финикс | 4  | 4  | 29.7 | 58,3 | 00,0 | 88,5 | 8.0 | 1.3 | 0.7 | 4.5 | 16.3 |
| 2016.    | Финикс | 5  | 5  | 31.2 | 64,3 | 00,0 | 81,3 | 6.0 | 1.6 | 0.6 | 2.2 | 13.4 |
| 2017.    | Финикс | 5  | 5  | 36.8 | 40,7 | 00,0 | 79,5 | 7.0 | 2.0 | 0.6 | 1.6 | 20.2 |
| Каријера |        | 26 | 26 | 31.1 | 54,2 | 00,0 | 82,6 | 6.6 | 1.3 | 0.5 | 2.5 | 15.5 |

## Лични живот
У интервјуу 17. априла 2013. године, Бритни се јавно изјаснила као лезбејка. У интервјуу је такође открила да је била малтретирана као дете. Она је рекла да је веома страствена у раду са децом како би привукла пажњу на питање насиља, поготово против ЛГБТ особа. Њено потписивање уговора са Најком је први пут да је компанија потписала такав договор са геј спортистом.
Била је у вези са кошаркашицом Глори Џонсон, са којом је имала много проблема које су на крају решавале на суду. ВНБА је, 15. маја 2015. године, суспендовао Бритни и Глори на седам утакмица, након што је Бритни осуђена због неплаћање прекршаја. Бритни је такође требало да заврши курс од 26 седмица — саветовања о насиљу у породици.
У фебруару 2022. године ухапшена је у Москви јер јој је у пртљагу пронађено канабисово уље. Осуђена је на максималну казну затвора од 9 година, међутим децембра исте године пуштена је на слободу у оквиру размене за осуђеног Руса и наводног трговца оружјем Виктора Бута.